# Penilla (Santiurde de Toranzo)
Penilla es una localidad del municipio de Santiurde de Toranzo (Cantabria, España). En el año 2008 contaba con una población de 116 habitantes (INE). La localidad se encuentra a 73 metros de altitud sobre el nivel del mar, y a 6 kilómetros de la capital municipal, Santiurde de Toranzo.
- Datos: Q6071308